# Union J
Union J var ett brittiskt pojkband som bestod av George Shelley, Jaymi Hensley, JJ Hamblett och Josh Cuthbert. De var med i den nionde säsongen av The X Factor, och det var där de bildades. De slutade på fjärde plats. Efter X Factor skrev de skivkontrakt med Sony Musics dotterbolag RCA Records. De släppte sitt debutalbum Union J den 28 oktober 2013.

## Historia

### 2012: Formation och The X Factor
Union J bildades genom att Jaymi Hensley, JJ Hamblett och Josh Cuthbert sökte som en grupp, Triple J, och George Shelley sökte som soloartist till The X Factor. Triple J sjöng Rihannas "We Found Love på sin audition, och Shelley sjöng en akustisk version av Britney Spears låt "Toxic". De gick båda vidare till det s.k. bootcamp, men juryn tyckte inte att de kunde gå längre, så de fick lämna tävlingen. Men p.g.a. att ett band var tvunget att lämna tävlingen, kontaktade X Factor-producenterna Triple J:s manager, Blair Dreelan, och föreslog att bandet skulle få komma tillbaka till tävlingen, men bara ifall Shelley kom med i bandet. Alla sa ja till erbjudandet och de blev då Union J.
Deras första framträdande som Union J var en akustisk version av Carly Rae Jepsen:s låt "Call Me Maybe", under det s.k. judges houses steget. Det tog dem vidare till den livesända biten av programmet. De eliminerades den 2 december 2012 under semifinalen och slutade på fjärde plats.
| Auditions                 | "We Found Love"                    | "Toxic"                            | Fritt val                                       | Vidare till Bootcamp                |
| Bootcamp (1)              | "Moves like Jagger"                | "Earthquake"                       | Bootcamp utmaning                               | Omgjorda/vidare till Judges' Houses |
| Bootcamp (2)              | "Sweet Child o' Mine"              | i.u.                               | Fritt val                                       | Omgjorda/vidare till Judges' Houses |
| Judges' houses            | "Call Me Maybe"                    | "Call Me Maybe"                    | Fritt val                                       | Vidare till livesändningarna        |
| Livesändning 1            | "Don't Stop Me Now"                | "Don't Stop Me Now"                | Hjältar (låtar inspirerade av Olympiska Spelen) | Säkra                               |
| Livesändning 2            | "Bleeding Love" / "Broken Strings" | "Bleeding Love" / "Broken Strings" | Kärlek och hjärtesorg                           | Säkra                               |
| Livesändning 3            | "When Love Takes Over"             | "When Love Takes Over"             | Klubb klassiker                                 | Säkra                               |
| Livesändning 4            | "Sweet Dreams"                     | "Sweet Dreams"                     | Halloween                                       | Botten två                          |
| Livesändning 4 resultat   | "Perfect"                          | "Perfect"                          | Fritt Val                                       | Säkra                               |
| Livesändning 5            | "Love Story"                       | "Love Story"                       | Förstaplaceringar                               | Säkra                               |
| Livesändning 6            | "Fix You"                          | "Fix You"                          | Det bästa av Storbritannien                     | Botten två                          |
| Livesändning 6 resultat   | "Set Fire to the Rain"             | "Set Fire to the Rain"             | Fritt Val                                       | Säkra                               |
| Livesändning 7            | "Call Me Maybe"                    | "Call Me Maybe"                    | Skyldig njutning                                | Säkra                               |
| Livesändning 8            | "The Winner Takes It All"          | "The Winner Takes It All"          | Abba                                            | Botten två                          |
| Livesändning 8            | "I'll Be There"                    | "I'll Be There"                    | Motown                                          | Botten två                          |
| Livesändning 8 resultat   | "Run"                              | "Run"                              | Fritt val                                       | Säkra                               |
| Livesändning 9/Semi-final | "Beneath Your Beautiful"           | "Beneath Your Beautiful"           | Fritt val/Någon speciell                        | Eliminerade av folkets röster       |
| Livesändning 9/Semi-final | "I'm Already There"                | "I'm Already There"                | Fritt val/låten som får dig till finalen        | Eliminerade av folkets röster       |

### 2013–2014:Union Joch Magazines and TV Screens Tour
Den 15 december 2012 under en konsert i Cardiff, Wales tillkännagav Union J att de hade skrivit på ett skivkontrakt med Sony Music Entertainment. Deras debut singel "Carry You" spelades in i London under januari 2013 och släpptes den 2 juni 2013.  
Union J släppte sin andra singel "Beautiful Life" den 21 oktober, en vecka innan deras självbetitlade debutalbum "Union J" släpptes. I december 2013 och januari 2014 turnerade Union J i Storbritannien och Irland med sin turné Magazines and TV Screens Tour. En musikvideo för "Loving You Is Easy" släpptes den 4 december 2013, men låten släpptes aldrig som en singel. 

### 2014–2019: Andra albumet
När Union J gästredigerade Daily Stars Playlist-spalt i januari 2014 berättade de att de hade skrivit ett kontrakt till sitt andra album och att de snart skulle börja spela in det.
Den 15 augusti 2014 släpptes "Tonight (We Live Forever)", som är den första singeln från bandets andra studioalbum. Musikvideon till "Tonight" släpptes cirka en månad tidigare, den 23 juli. Den 14 oktober 2014 berättade Union J att de skulle släppa ytterligare en singel, vid namn "You Got It All". Låten släpptes den 28 november 2014.
Bandet upplöstes 2019.

## Medlemmar

### Josh Cuthbert
Joshua Thomas John "Josh" Cuthbert, född 28 juli 1992, är från Ascot, Berkshire. Han är en av de tre originalmedlemmarna då gruppen hette Triple J. Innan The X Factor jobbade Cuthbert på kontor. När han var fjorton år gammal medverkade han i musikalen Chitty Chitty Bang Bang. År 2009 skulle han blivit medlem i musikgruppen The Wanted, men kunde inte. Anledningen var att han hade ett tvåårigt kontrakt med en annan musikgrupp som hette Replay.

### JJ Hamblett
Jamie Paul "JJ" Hamblett, född 25 maj 1988, är från Newmarket, Suffolk. Han är den äldsta medlemmen i gruppen och en av de tre originalmedlemmarna då gruppen hette Triple J. Han har en son, Princeton J. Alexander, född den 28 november 2013, tillsammans med sin flickvän Caterina Lopez.

### Jaymi Hensley
James William "Jaymi" Hensley, född 24 februari 1990, är från Luton, Bedfordshire. Han är en av de tre originalmedlemmarna då gruppen hette Triple J. Hensley är homosexuell och lever idag ihop med en man vid namn Olly Marmon. De förlovade sig i mitten av 2010. Han gick på samma teaterskola som sin kollega Josh Cuthbert.

### George Shelley
George Paul Shelley, född 27 juli 1993, är från Clevedon, North Somerset. Han är den yngsta medlemmen i gruppen och gick med under Bootcamp i The X Factor då gruppen bytte namn ifrån Triple J till Union J. Hans föräldrar Dominic Shelley och Toni Harris är skilda och omgifta. Han har två bröder, Tom (bor i Australien), Will (har jobbat för marinen i Afghanistan) och en yngre syster som heter Harriet. Shelley har även två styvsystrar, Anabelle och Louisa och tre styvbröder, Spencer, Archie och Leo.

## Diskografi

### Studioalbum
| Union J                    | - Släpptes: 28 oktober 2013 - Skivbolag: RCA, Sony - Format: CD, Digital nedladdning  | 6 | 8  | 5 |
| You Got It All - The Album | - Släpptes: 8 december 2014 - Skivbolag: Epic, Sony - Format: CD, Digital nedladdning | — | 57 | — |

### Singlar
| År   | Singel                      | Högsta placering | Högsta placering | Högsta placering | Album                      |
| År   | Singel                      | UK               | IRE              | SCO              | Album                      |
| ---- | --------------------------- | ---------------- | ---------------- | ---------------- | -------------------------- |
| 2013 | "Carry You"                 | 6                | 12               | 4                | Union J                    |
| 2013 | "Beautiful Life"            | 8                | 19               | 7                | Union J                    |
| 2013 | "Loving You Is Easy"        | 196              | —                | —                | Union J                    |
| 2014 | "Tonight (We Live Forever)" | 9                | 7                | 45               | You Got It All - The Album |
| 2014 | "You Got It All"            | 2                | 64               | 2                | You Got It All - The Album |

## Fotnoter
1. ↑  "Union J (Deluxe)". Amazon.com.
2. ↑  "Hot hunks' auditions - The X Factor UK 2012". YouTube. 16 september 2012.
3. ↑  "The X Factor: 24 become 25 as two groups replace Rough Copy". DMG Media. 24 september 2012.
4. ↑  "Union J's performance - Carly Rae Jepsen's Call Me Maybe - The X Factor UK 2012". YouTube. 29 september 2012.
5. ↑  "'X Factor' Union J sign Sony record deal" Arkiverad 21 september 2013 hämtat från the Wayback Machine.. Digital Spy. 17 december 2012.
6. ↑  "'X Factor's Union J record debut single" Arkiverad 16 oktober 2013 hämtat från the Wayback Machine.. Digital Spy. 14 januari 2013.
7. ↑  "Union J album artwork: EXCLUSIVE REVEAL". Sugarscape. 4 september 2013
8. ↑  "Union J announce a headline UK tour starting late 2013". BBC Newsbeat. 11 juni 2013.
9. ↑  "X Factor band Union J reveal: 'We have big plans for 2014'". Daily Star. 2 januari 2014.